# Grande Prêmio da Alemanha de 1954
Resultados do Grande Prêmio da Alemanha de Fórmula 1 realizado em Nürburgring à 1º de agosto de 1954. Sexta etapa da temporada, nela viveu-se um paradoxo argentino: a morte de Onofre Marimón durante os treinos e no dia seguinte uma vitória de Juan Manuel Fangio.

## Classificação da prova
| Pos. | Nº | Piloto                              | Construtor | Voltas | Tempo/Diferença            | Grid | Pontos |
| ---- | -- | ----------------------------------- | ---------- | ------ | -------------------------- | ---- | ------ |
| 1    | 18 | Juan Manuel Fangio                  | Mercedes   | 22     | 3:45:45.8                  | 1    | 8      |
| 2    | 1  | José Froilán González Mike Hawthorn | Ferrari    | 22     | + 1:36.5                   | 5    | 3      |
| 3    | 2  | Maurice Trintignant                 | Ferrari    | 22     | + 5:08.6                   | 7    | 4      |
| 4    | 19 | Karl Kling                          | Mercedes   | 22     | + 6:06.5                   | 23   | 4      |
| 5    | 7  | Sergio Mantovani                    | Maserati   | 22     | + 8:50.5                   | 15   | 2      |
| 6    | 4  | Piero Taruffi                       | Ferrari    | 21     | + 1 volta                  | 13   |        |
| 7    | 15 | Harry Schell                        | Maserati   | 21     | + 1 volta                  | 14   |        |
| 8    | 25 | Louis Rosier                        | Ferrari    | 21     | + 1 volta                  | 11   |        |
| 9    | 24 | Robert Manzon                       | Ferrari    | 20     | + 2 voltas                 | 12   |        |
| 10   | 9  | Jean Behra                          | Gordini    | 20     | + 2 voltas                 | 9    |        |
| Ret  | 14 | Príncipe Bira                       | Maserati   | 18     | Problema na direção        | 19   |        |
| Ret  | 21 | Hermann Lang                        | Mercedes   | 10     | Spun Off                   | 13   |        |
| Ret  | 11 | Clemar Bucci                        | Gordini    | 8      | Roda                       | 16   |        |
| Ret  | 22 | Theo Helfrich                       | Klenk-BMW  | 8      | Motor                      | 21   |        |
| Ret  | 20 | Hans Herrmann                       | Mercedes   | 7      | Perda de combustível       | 4    |        |
| Ret  | 10 | Paul Frère                          | Gordini    | 4      | Roda                       | 6    |        |
| Ret  | 3  | Mike Hawthorn                       | Ferrari    | 3      | Transmissão                | 2    |        |
| Ret  | 8  | Roberto Mieres                      | Maserati   | 2      | Perda de combustível       | 17   |        |
| Ret  | 16 | Stirling Moss                       | Maserati   | 1      | Rolamento de roda          | 3    |        |
| Ret  | 12 | André Pilette                       | Gordini    | 0      | Suspensão                  | 20   |        |
| FAT  | 6  | Onofre Marimón                      | Maserati   |        | Acidente fatal nos treinos | 8    |        |
| DNS  | 5  | Luigi Villoresi                     | Maserati   |        | Retirou-se                 | 10   |        |
| DNS  | 17 | Ken Wharton                         | Maserati   |        | Retirou-se                 | 22   |        |

## Curiosidade
Foi a terceira corrida mais longa da história da Fórmula 1